# Stachys glandulibracteata
Stachys glandulibracteata là một loài thực vật có hoa trong họ Hoa môi. Loài này được Y.B.Harv. miêu tả khoa học đầu tiên năm 1996.